# Cottage Grove (thị trấn), Wisconsin
Cottage Grove là một thị trấn thuộc quận Dane, tiểu bang Wisconsin, Hoa Kỳ. Năm 2010, dân số của thị trấn này là 3.719 người.